# アイレップ
株式会社アイレップ（英: IREP Co., Ltd.）は、かつて存在した統合デジタルマーケティングエージェンシー。東京都渋谷区に本社を置き、SEM領域をはじめとした、インターネット広告事業を主軸に、広告事業・ソリューション事業、クリエイティブ事業などを提供していた。博報堂DYグループの企業。

## 沿革
出典：
- 1997年11月 - 高山雅行（創業者）が、株式会社アスパイアを設立。
- 1999年2月 - 新宿区舟町一番地に本社移転。
- 2000年6月 - 株式会社アイレップに社名変更。東京都港区赤坂一丁目に本社移転。
  - キーワード広告を中心としたインターネット広告代理業を本格開始。
- 2002年5月 - 東京都港区南青山三丁目に本社移転。
- 2003年7月 - 東京都新宿区新宿四丁目に本社移転。
- 2004年5月 - サーチエンジンマーケティング総合研究所（SEM総研）を開設。
- 2005年
  - 2月 - 東京都渋谷区渋谷二丁目1番1号　青山東急ビル（現・青山ファーストビル）に本社移転。
  - 10月 - 大阪市淀川区に大阪営業所を開設（翌年4月、大阪市西区に移転）。
- 2006年
  - 4月 - 博報堂DYメディアパートナーズとの資本業務提携を締結。
  - 11月16日 - 大阪証券取引所ヘラクレス（後の東証JASDAQ）に上場。
- 2007年12月 - デジタル・アドバタイジング・コンソーシアム（DAC）との合弁会社として、レリバンシー・プラスを設立。
- 2009年6月 - DACと資本業務提携。
- 2010年
  - 5月 - 福岡市博多区に福岡営業所を開設。
  - 12月 - DACの連結子会社となる[4]。
- 2011年1月 - レリバンシー・プラスを完全子会社化。
- 2012年
  - 2月 - 千代田区永田町二丁目11番1号の山王パークタワーに本社移転。
  - 5月 - 名古屋市中村区に名古屋営業所を開設。
  - 12月 - 連結子会社として、ロカリオを設立。
- 2013年
  - 1月 - 大阪営業所を、大阪市北区堂島一丁目6番20号の堂島アバンザに移転。
  - 5月 - インドネシアに現地法人として、PT.DIGITAL MARKETING INDONESIAを設立。
  - 7月 - 福岡営業所を、福岡市中央区舞鶴一丁目1番3号のリクルート天神ビルに移転。
  - 12月 - Acquisio Inc.（カナダ）との合弁会社として、アクイジオジャパンを設立[5][6]。
- 2014年
  - 1月 - 中国北京市に現地法人として、北京艾睿普广告有限公司（北京アイレップ）を設立。
  - 7月 - 高知市にオペレーションセンターを開設。オープンコートの第三者割当増資を引受け、同社を子会社化[7]。
  - 9月24日 - 東証第二部へ市場変更。
  - 10月 - MOORE ONLINE DEVELOPMENT SOLUTIONS CORPORATION（ベトナム）を連結子会社化[8]。
- 2015年
  - 6月 - 名古屋営業所を、名古屋市中区に移転。
  - 12月 - フルスピードとの合弁会社として、シンクスを設立。
- 2016年
  - 1月 - NEWSYを連結子会社化[9]。
  - 7月 - アイクリエイティブデベロップメントセンター高知を開設。
  - 10月 - DACとの経営統合により、D.A.コンソーシアムホールディングス（DAH）を設立。
- 2018年
  - 1月 - カラックの株式取得、連結子会社化[10]。アイクリエイティブデベロップメントセンター新潟を開設。
  - 5月 - 東京都渋谷区恵比寿四丁目20番3号　恵比寿ガーデンプレイスタワー（現所在地）に本社移転。
  - 10月 - タービン・インタラクティブを連結子会社化。
- 2019年
  - 3月 - シェアコトを連結子会社化[11]。
  - 7月 - Irep Inc.（米国サンフランシスコ）が事業開始。
  - 9月 - negociaを連結子会社化[12]。
- 2022年12月 - 子会社として、アイレップフレールを設立[13]。子会社として、ReD.を設立[14]。
- 2024年4月1日 - DAHおよびDACとの事業統合により、Hakuhodo DY ONEが発足[15][16]。
- 2025年4月1日 - DACとともに、Hakuhodo DY ONEに合併され解散[17]。